# Hexatoma solor
Hexatoma solor är en tvåvingeart som beskrevs av Alexander 1943. Hexatoma solor ingår i släktet Hexatoma och familjen småharkrankar. Inga underarter finns listade i Catalogue of Life.